# Giovanni Battista Ferrari
Para el cardenal del mismo nombre, véase Giovanni Battista Ferrari (1450-1502).

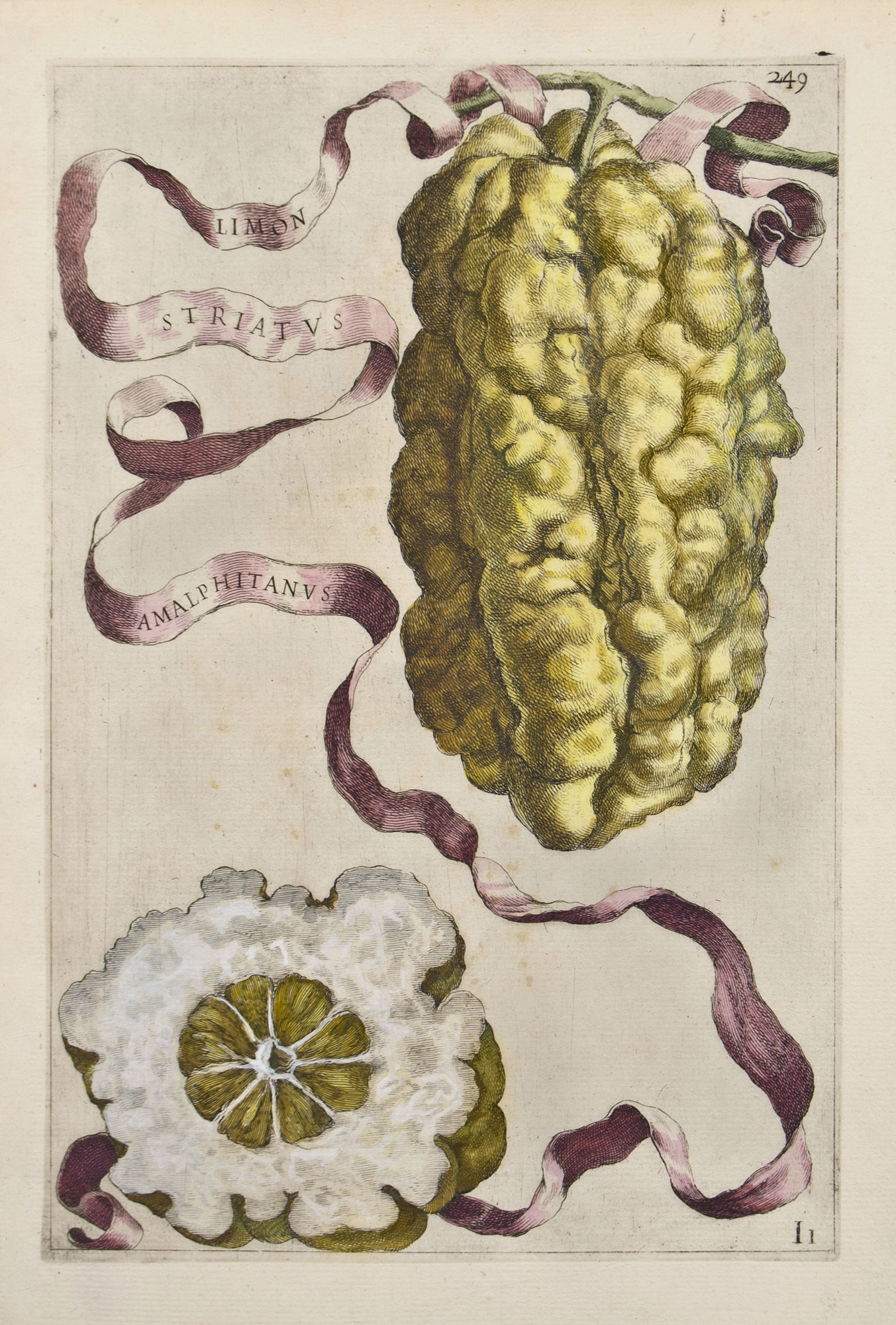
Sitriatus amalphitanus, ilustrado en 'Hesperides, 1646, por Ferrari

Giovanni Battista (o Baptista) Ferrari (1 de mayo de 1584, Siena-1 de febrero de 1655, ibíd.) fue un jesuita, profesor italiano, botánico, y autor de textos ilustrados botánicos y de diccionarios latín-sirio.

## Vida
Nació en una influyente y rica familia sienesa, y entró en la Compañía de Jesús en Roma, en 1602. Era lingüísticamente un superdotado y un científico capaz, que, a los 21 años de edad, sabía una buena cantidad de términos hebreos, y hablaba y escribía de manera excelente el griego y el latín. Cursó la filosofía y la teología en el Collegio Romano, donde, acabados sus estudios, enseñó latín por cuatro años y ocupó la cátedra de hebreo por veintinueve (1618-1647). Fue también prefecto de estudios (1616-1628) en el Colegio Maronita de Roma. Retirado de la docencia (1647) por su precaria salud, pasó sus últimos años en el colegio de Siena.

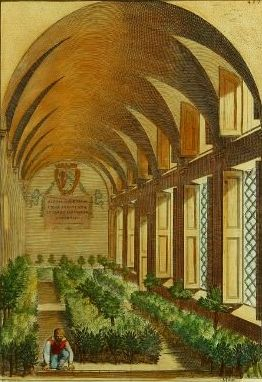
Invernadero de citrus, ilustrado por Ferrari

Por su conocimiento del árabe, fue nombrado por Urbano VIII miembro de la comisión que preparaba la versión de la Biblia al árabe. En colaboración con otros expertos de la lengua siriaca, compiló y publicó (1622) un diccionario latín-sirio. Escribió asimismo una obra sobre el cultivo de las flores y otra muy apreciada sobre el de los naranjos, esta última ilustrada con 101 imágenes impresas con planchas de cobre. En 1623, apareció una antología de sus discursos en elegante latín, que tuvo ocho ediciones hasta 1730.

## Obra centífica
Ferrari, hasta 1632, se dedicó al estudio y cultivo de plantas ornamentales, publicando De Florum Cultura, ilustrado con planchas de cobre por, entre otros, Anna Maria Vaiana. El libro trata primero del diseño y mantenimiento de jardines, y de sus equipos. El segundo proporciona descripciones de las diferentes flores, mientras que el tercero trata con el cultivo de esas flores. El cuarto libro, continúa con un tratado sobre el uso y la belleza de las especies de flores, incluyendo sus diferentes variedades y mutaciones.
Las plantas destacados en la investigación de Ferrari salían del Jardín botánico privado del cardenal Francesco Barberini: el Horti Barberini, que estaba al cuidado de Ferrari. La primera edición de su publicación de florum la dedicó a Barberini; y para el segundo dedicado a la cuñada de Barberini: Anna Colonna.
Otra obra fue Hesperides sive de Malorum Aureorum Cultura et Usu Libri Quatuor, publicada en 1646. Su estrecha relación con Cassiano dal Pozzo (1588-1657), destacado académico y estudioso de los cítricos, le llevó a crear ese trabajo. El primer volumen de esa obra está dedicada a los cítricos y sus muchas variedades y variaciones.
Las planchas fueron grabadas entre otros por Johann Friedrich Greuter, Cornelis Bloemaert, Nicolas Joseph Foucault a partir de los dibujos proporcionados por pintores y dibujantes de renombre del barroco romano, como Pietro da Cortona, Andrea Sacchi, Nicolas Poussin, Pietro Paolo Ubaldini, François Perrier, Francesco Albani, Philippe Gagliard, F. Ramanelli, Guido Reni, Domenico Zampieri, H. Rinaldi. Algunas estampas muestran frutos enteros, de tamaño natural, incluidas las secciones. Otras muestran a Hércules, escenas mitológicas, jardines en edificios, orangeries, herramientas para jardín, etc. Ambas obras son importantes, ya que muestran representaciones exactas.
Ferrari fue el primer científico en dar una completa descripción de limas, limones, granadas. También describió preparaciones médicos, detalles de Citrus medica y de limas prescriptas, limones y granadas como plantas contra el escorbuto.

## Algunas publicaciones

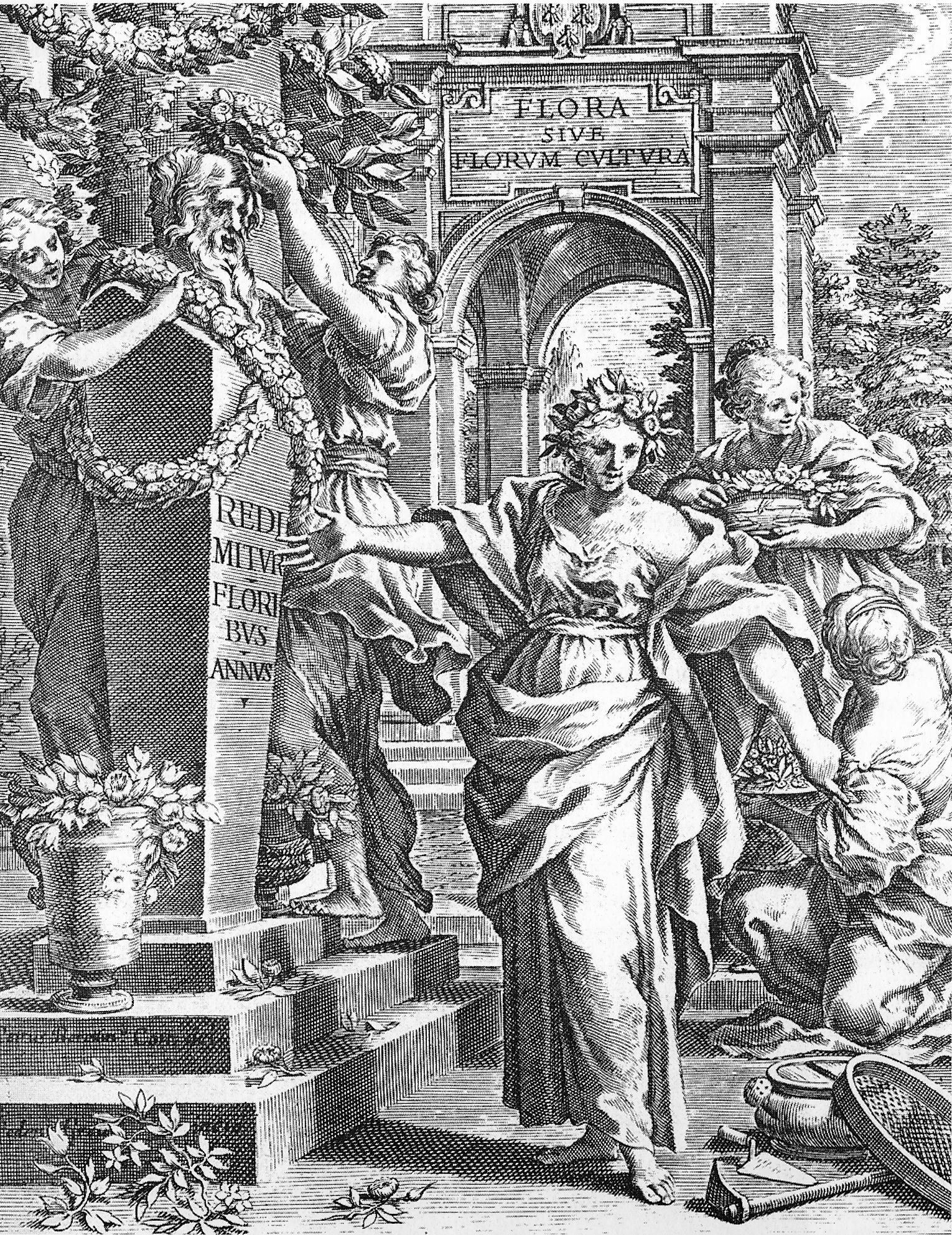
Frontispicio de Flora, edic. 1638; diseño de Pietro da Cortona; incisiones de Johann Friedrich Greuter

- Giovanni Battista Ferrari, Flora ouero Cultura di fiori del p. Gio. Battista Ferrari senese della Comp. di Giesu distinta in quattro libri e trasportata dalla lingua latina nell'italiana da Lodouico Aureli, etc., In Roma: per Pier'Antonio Facciotti, 1638. Editio nova. Accurante Bernh Rottendorffio ..., Amstelodami: prostant apud Joannem Janssonium, 1646 (Google books)
- ---------------------. Flora overo Cultura di fiori del P. Gio. Battista Ferrari sanese della Comp. di Giesu distinta in quattro libri e trasportata dalla lingua latina nell'italiana da Lodovico Aureli Perugino, Ristampa anastatica, Ripresa dell'edizione: Roma: P. Facciotti, 1638, Roma: M. Vivarelli, 1975
- ---------------------. Flora, overo Cultura di fiori, reproducciones facsímil, editado y con una introducción de Lucia Tongiorgi Tomasi; testi di Alberta Campitelli e Margherita Zalum, Florencia: L. S. Olschki, 2001
- ---------------------. Hesperides siue de malorum aureorum cultura et vsu Libri quator Io. Baptistae Ferrarii Senensis e Societate Iesu, reproducción de la ed.: Romae: Sumptibus Hermanni Scheus, 1646; Milán: F. Motta, 1992
- ---------------------. In funere Marsilij Cagnati medici praestantissimi laudatio Ioannis Baptistae Ferrarij Senensis e Societate Iesu: habita in aede S. Mariae in Aquiro 5. Kal. Augusti 1612, Romae: apud Iacobum Mascardum, 1612
- ---------------------. Io. Bapt. Ferrarii ... De florum cultura libri 4, xilografías diseñadas de Pietro da Cortona, Guido Reni, Andrea Sacchi, incisiones de Johann Friedrich Greuter y Claude Mellan. Incisión y diseño y grabado por Anna Maria Vaiani, Romae: excudebat Stephanus Paulinus, 1633.
- ---------------------. Io. Bapt. Ferrarii Senen. Societatis Iesu Orationes, Lugduni: sumptibus Ludouici Prost, haeredis Rouille, 1625
- ---------------------. Io. Bapt. Ferrarii Senensis ... Orationes, Venetiis: apud Beleonium, 1644
- ---------------------. Io. Bapt. Ferrarii Senensis e Soc. Iesu Orationes, Romae: apud Franc. Corbellettum, 1627
- ---------------------. Io. Bapt. Ferrarii Senensis e Societate Iesu Orationes quartum recognitae et auctae, , (Romae: typis Petri Antonij Facciotti, 1635)
- ---------------------. Io. Baptistae Ferrarii senensis ... Orationes, Mediolani: apud haer. Pacifici Pontij, & Io. Baptistam Piccaleum, impressores archiepiscopales, 1627
- ---------------------. Ioh. Bapt. Ferrarii Senensis e Societ. Iesu Orationes, Nouissima editio iuxta exemplar, Coloniae: apud Cornel. Egmont, imprim. 1634
- ---------------------. Joh: Baptistae Ferrarii Senensi, S.I. Flora, seu De florum cultura lib. 4, Editio nova. Accurante Bernh Rottendorffio, Amstelodami: prostant apud Joannem Janssonium, 1664
- ---------------------. Joh: Bptistae Ferrarii Senensi, S.I. Flora, seu de florum cultura lib. 4, Editio nova. Accurante Bernh Rottendorffio ..., Amstelodami: Prostant apud Joannem Janssonium, 1664
- ---------------------. La luce più risplendente in mezzo alle tenebre col trionfo della verita, e della ragione nella risposta data dal dottore Gio: Paolo Ferrari patrizio di Parma, e medico collegiato, ec. alle due lettere dell'eccellentissimo signor dottore Matteo Giorgi Genovese e di Flavio Brandoletti, all'illustrissimo signor conte Quaranta Paolo Zambeccari, nobile bolognese, ec, Lucca: per Leonardo Venturini, 1713
- ---------------------. P. Io. Baptistae Ferrarii e societate Iesu De Christi liberatoris obitu oratio in sacello pontificum Vaticano ipso Parasceues die habita, Romae: typis Alexandri Zannetti, 1623
- ---------------------. Trattato utile, necessario ad ogni agricoltore per guarir caualli, buoi, vacche cani, asini, muli, & uccelli di gabbia, con il modo di castrar porci; & il rimedio di guarir le bestie bouine dal can[?] volante; con il modo di coltiuar giardini, e di ben piantar un' horto, & un pronostico perpetuo con due anatomie, una delli membri e viscere, e l'altra delle [ossa] de' caualli di Gio. Battista Ferrari, Bologna: per gli eredi del Pisarri, 1681